# Encré dans la peau
Encré dans la peau est une émission de télévision documentaire canadienne sur l'univers du tatouage, ses artistes et ses clients, produite par la société de production manitobaine Wookey Films et diffusée depuis le 15 octobre 2020 sur la chaîne UnisTV.

## Synopsis
Des tatoueurs québécois ouvrent les portes de leur studio et parlent de leur parcours, de ce qui les a menés au tatouage et de leur relation avec leurs clients. Au fil des émissions, on découvre aussi la personnalité de leurs clients, qui sont parfois des visages connus du paysage artistique québécois et canadien, ainsi que leur relation à leurs souvent nombreux tatouages. Ils racontent, dans un décor invitant à la confidence, les histoires derrière les œuvres qui ornent leurs corps. Le spectateur découvre le processus de création d'un tatouage de l'idée du client jusqu'au résultat final, encré dans sa peau.

## Épisodes
Chaque épisode de la série présente une personnalité artistique connue et la suit, ainsi que l'artiste qu'elle a sélectionné, dans l'élaboration d'un nouveau tatouage.
1. Safia Nolin
2. Jonathan Roberge
3. Marie-Lyne Joncas
4. Marianne St-Gelais
5. Natasha Kanapé Fontaine
6. Nico Archambault
7. Sarahmée
8. Rymz
9. Constance Cerf